# Acipenser oxyrinchus
Acipenser oxyrinchus és una espècie de peix de la família dels acipensèrids. Se n'han descrit dues subespècies:
- A. oxyrinchus desotoi (Vladykov, 1955)
- A. oxyrinchus oxyrinchus (Mitchill, 1815)[5]

La subespècie A. oxyrhynchus desotoi és un peix anàdrom que migra des de les aigües salades fins als llargs rius de la costa oriental d'Amèrica del Nord des del Mississipi fins al Suwanee i les badies i estuaris des de Florida fins a la Louisiana. Se sap poc de la dinàmica de les seves poblacions llevat per als rius Suwanee, Apalachicola i Pearl, però es creu que han minvat considerablement. Els peixos adults passen 8 o 9 mesos a l'any als rius i els 3 o 4 mesos més freds en rius de l'estuari. Al riu Suwanee els adults freqüenten àrees zones properes a les desembocadures de rierols durant els mesos d'estiu. Els peixos adults tendeixen a congregar-se en aigües més profundes dels rius de cabals moderats i fons sorrencs i rocosos. Els llits amb substrats de fang i sorra són hàbitats marins importants. Se sap que els adults d’A. oxyrhynchus desotoi passen els mesos de tardor i hivern a l'estuari del Mississippi Sound i les rutes de migració des d'allí fins a la badia de Biloxi. S'han documentat albiraments d’A. oxyrhynchus desotoi al Mississippi Sound, al riu Biloxi i al Pascagoula. Se sap que A. oxyrhynchus desotoi fresa al sistema del riu Pearl.
Entre les principals amenaces per a A. oxyrhynchus desotoi hi ha les barreres físiques, com ara rescloses i preses per a la pèrdua d'hàbitat dels llocs de fresa i la mala qualitat de les aigües. El 19 de març de 2003, l'USFWS i l'NMFS van designar 14 àrees geogràfiques en rius i afluents que desemboquen al golf de Mèxic com a hàbitat crític per a A. oxyrhynchus desotoi. Aquestes àrees geogràfiques abasten aproximadament 2.783 quilòmetres fluvials 1.739 milles fluvials i quilòmetres quadrats 2.333 milles quadrades d'estuari i hàbitat marí. A Mississipi l'hàbitat inclou 632 quilòmetres del riu Pearl, incloent Bogue Chitto i 203 quilòmetres del riu Pascagoula, incloent-ne els seus afluents el Leaf Bouie, Chickasawhay i Big Black Creek.